# Ignacio López Rayón
José Ignacio Antonio López-Rayón y López-Aguado (Tlalpujahua, Michoacán, 1773 - Ciudad de México, 1832) foi um insurgente da Independência do México mexicano, secretario de Miguel Hidalgo y Costilla, que encabeçou o movimento de independência de seu país até a morte. Redator dos elementos constitucionais, membro da Suprema Junta Nacional Americana (Junta de Zitácuaro) e do Congresso de Chilpancingo em 1813 que daria como fruto a Constituição de Apatzingán de 1814.

## Biografia

### Primeiros anos
Nascido em Tlalpujahua, estado de Michoacán em 1773.  O primeiro filho de Andrés Mariano López-Rayón Piña (1742-1805) e Josefa Maria Rafaela López-Aguado e López-Bolaños (1754-1822). Sua educação precoce no Colégio San Nicolas de Valladolid (agora Morelia) e depois foi estudar direito no Colégio de San Ildefonso na Cidade do México. Admitido como advogado em 1796, passou algum tempo advogando na Cidade do México, voltou para Morelia devido a doença e morte de seu pai, para se dedicar aos negócios familiares ligados a agricultura e mineração.

### Guerra de Independência
Ao eclodir a Guerra de Independência, em setembro de 1810, Rayón mostrou prontamente sua simpatia com a causa motivando seus vezinhos a aderir ao movimento. Seu primeiro contato com os insurgentes, foi através das ações de Antonio Fernández que, precedendo a Miguel Hidalgo y Costilla em sua marca para Cidade do México, e passando por Maravatio com Ignacio Allende, cercando Tlalpajahua, realizou grandes perdas e danos econômicas para as haciendas espanholas, Ráyon portanto, decidiu enviar uma carta ao Fernández, sugirindo um plano de criação de uma junta que representava a autoridade de Fernando VII, a fim de evitar a dilapidação de bens e que em troca, foram utilizados para sustentar a revolução. Antonio Fernández consultou a proposta a Hidalgo, que a aprovou, ordenou que Fernández ficasse as ordens de Rayón, e enviou uma carta ao mesmo lhe felicitndo e  motivando a continuar operando com o plano proposto.
Devido estas açõess, Rayón atrasou a atenção do governo vice-reinal, em seguida a mando de Francisco Xavier Venegas, soldadod foram enviado para prende-lo. No entanto, Rayón escapou e se uniu as forças de Miguel Hidalgo y Costilla em Maravatío, donde foi nomeado secretario de Hidalgo. Assim ele acompanhou Hidalgo e participou da Batalha do Monte de las Cruces, seguindo para Guadalajara, depois desse fato regressou a Tlalpujahua, para resolver negócios pessoais, e convencer seus irmãos para se unir a causa.
Promove a publicação de " El Despertador Americano", difunsor das ideias libertárias. Enviou Pascasio Ortíz de Letona aos Estados Unidos, para negociar uma aliança ofensiva e defensiva e  acordos de livre comércio para adquirir equipamento militar. Procurou organizar e disciplinar o exército insurgente e ordenar a aquisição de armas. Esteve presente em outras batalhas, Aculco e Ponte Calderón, sempre que possível salvando 300 mil dólares de recursos militares. O tesouro insurgente foi levado para Zacatecas, onde Allende a espera. Juntando a Hidalgo e os senhores da guerra principais no norte do território, é nomeado chefe do exército em Saltillo e depois da traição de Acatita de Baján marcha para Zacatecas para continuar a luta. Na calada Hidalgo voltou a Michoacán.
Derrota as tropas monarquistas e retorna para Zitacuaro, Michoacán para organizar a Suprema Corte Nacional Americana  em agosto 1811,  permanecendo como presidente e nomeou como membros Sixto Verduzco e Maria José Liceaga. Também se juntou ao conselho, Dom José Maria Cos que logo se tornaria seu fiel colaborador, Carlos Bustamante, Andrés Quintana Roo e sua esposa, Leona Vicario. Ráyon então, lançou as bases da estrutura jurídica de um novo estado nos "Elementos da Constituição", que pela primeira vez são reconhecidas as garantias básicas para tornar a soberania da nação, como a liberdade, igualdade e segurança. Assim como a liberdade de imprensa e o direito ao trabalho. O conselho foi reconhecido por José María Morelos, em novembro de 1812, após a captura de Oaxaca.
Em 1813 ele fortifica a colina de Cóporo, tornaram uma poderosa fortaleza junto com seu irmão Ramon. Atacado por Agustín de Iturbide e Llano, ocupou o lugar de muitos meses. Em 7 de janeiro de 1817, capitulou com honras. A negação ao Conselho de Jaujilla trouxe sérias dificuldades: ele foi perseguido e Nicolás Bravo o entregou aos monarquistas. Na Cidade do México, ele se interrou do processo correspondente e foi sentenciado à morte. A sua execução foi adiada mas ficou preso até 1820, quando foi liberado com outros presos políticos. Na independência foi concedido o cargo de Tesoureiro no governo de San Luis Potosí.
Ele alcançou o posto de divisão, foi comandante geral de Jalisco e presidente do Tribunal Militar. Ele morreu em 2 de fevereiro de 1832, na Cidade do México, foi declarado um dos heróis da pátria, e seu nome está registrado com a Câmara de Deputados do México, em letras de ouro.